# Goose house Phrase 14 屬於我們的自我
《Goose house Phrase #14 屬於我們的自我》（Goose house Phrase #14 僕らだけの等身大）為Goose house的第5張單曲，於2017年1月6日發行。

## 概要
- 自《Goose house Phrase #13 Fly High, So High》以來，時隔約5個月發行的單曲。
- 發售日與「Goose house Live Tour 2017 はじまり、はじまりツアー」初日同一天。
- 初回生產限定盤收錄了2015年12月10日在東京國際論壇舉辦的「Goose house Live Tour 2015 〜だって座れるんだもん〜」編集DVD。
- 於1月5日的Oricon日榜取得了初動2位的紀錄，創下了Goose house自身在Oricon日榜最高紀錄[2][3]；於發售後首週亦在週榜取得第九名的佳績[4]。
- 為竹澤汀畢業前，Goose house七人體制的最後單曲作品[5]。

## 收錄內容

### CD
- 作詞作曲皆為Goose house。

1. 屬於我們的自我（僕らだけの等身大）
2. 氣球（風船）
3. 屬於我們的自我 -instrumental-（僕らだけの等身大 -instrumental-）
4. 氣球 -instrumental-（風船 -instrumental-）

### DVD (初回生産限定盤)
「Goose house Live Tour 2015 〜だって座れるんだもん〜」12/10 東京國際論壇編集
1. NonStop! Journey
2. LOVE & LIFE
3. オトノナルホウヘ→

## 外部連結
- Goose house 『僕らだけの等身大』Music Video （页面存档备份，存于）
- 僕らだけの等身大／Goose house （页面存档备份，存于）